# Оленин, Александр Михайлович
Алекса́ндр Миха́йлович Оле́нин (15 марта 1909 — 31 октября 1970) — стрелок 120-го гвардейского стрелкового полка 39-й гвардейской Барвенковской стрелковой дивизии, гвардии красноармеец, Герой Советского Союза.

## Биография
Родился 15 марта 1909 года в деревне Камсуля Курской губернии в крестьянской семье.
После окончания начальной школы работал на ртутном комбинате в городе Горловка Донецкой области Украины.
С началом Великой Отечественной войны в 1941 году вместе с предприятием был эвакуирован на Урал.
В сентябре 1943 года был призван в Красной Армии. Служил стрелком первого батальона 120-го гвардейского стрелкового полка 39-й гвардейской Барвенковской Краснознамённой стрелковой дивизии.
В ходе действий частей дивизии в составе 8-й гвардейской армия 3-го Украинского фронта, гвардии рядовой Александр Оленин в ночь на 24 октября 1943 года отличился при форсировании Днепра южнее Днепропетровска.
После того, как лодка, в которой переправлялись бойцы батальона, была повреждена огнём противника и затонула, Оленин, в холодной воде вплавь преодолел значительное расстояние и одним из первых достиг правого берега реки.
Сориентировавшись на местности, он организовал атаку солдат, форсировавших Днепр, в результате которой удалось преодолеть три ряда проволочного заграждения и ворваться в немецкие траншеи, автоматным огнём уничтожив или обратив в бегство солдат и офицеров противника, закрепиться на позиции и удержать плацдарм до подхода основных сил полка и дивизии.
Указом Президиума Верховного Совета СССР от 19 марта 1944 года за образцовое выполнение боевых заданий командования на фронте борьбы с немецко-фашистскими захватчиками и проявленные при этом мужество и героизм гвардии рядовому Оленину Александру Михайловичу присвоено звание Героя Советского Союза с вручением ордена Ленина и медали «Золотая Звезда».
Впоследствии Герой Советского Союза А. М. Оленин участвовал в освобождении Украины, Польши, боях на территории Германии.
После окончания войны А. М. Оленин вернулся в Горловку, работал на заводе, а затем в шахтоуправлении «Ждановское». Являлся председателем профсоюзного комитета шахтоуправления № 3-4 «Ждановское». Умер в Горловке 31 октября 1970 года.

## Награды и звания
- Звание Герой Советского Союза (Указ Президиума Верховного Совета СССР от 19 марта 1944 года):
  - орден Ленина,
  - медаль «Золотая Звезда» № 3915.
- Медаль «За победу над Германией в Великой Отечественной войне 1941—1945 гг.» (указ Президиума Верховного Совета СССР от 9 мая 1945 года).
- Медаль «За взятие Берлина» (указ Президиума Верховного Совета СССР от 9 июня 1945 года).
- Другие медали СССР.

## Память
Имя Героя Советского Союза Александра Михайловича Оленина высечено на мемориальной плите в сквере Юных коммунаров города Горловки.